# Pipo de Clown (personage)
Pipo de Clown is een personage bedacht door Wim Meuldijk, dat bekend werd door de gelijknamige Nederlandse televisieserie. De vertolking van Cor Witschge is het bekendst.
De naam 'Pipo' is sindsdien in Nederland verworden tot veelgebruikt synoniem voor het woord clown.

## Kenmerken
Pipo is een optimistisch gestemde clown. Zijn kleding bestaat uit een bolhoed, flapschoenen en een jas met ruitmotief. Op zijn linkerwang is een zonnetje te zien.

## Achtergrond
De laatste keer dat Cor Witschge Pipo de Clown speelde, was op 17 februari 1990 in het programma Rondom Tien. Het was een programma vol clowns en Witschge vond het de ideale gelegenheid om zich voor altijd te ontdoen van de flapschoenen, de ruitjesjas en de bolhoed. Voor het oog van de camera gaf hij ze aan het omroepmuseum, waar het kostuum sindsdien te bewonderen is. Een jaar later overleed Witschge onverwachts.

## Rolverdeling serie en film
| Personage     | Acteur/actrice | Periode    |
| ------------- | -------------- | ---------- |
| Pipo de Clown | Cor Witschge   | 1958-1968  |
| Pipo de Clown | Cor Witschge   | 1974-1980  |
| Pipo de Clown | Cees van Oyen  | 1971       |
| Pipo de Clown | Joep Dorren    | 2001, 2003 |
| Pipo de Clown | Mitch Blaauw   | 2017-heden |

## Bekende uitspraken
- "Sapperdeflap!"
- "Dit lijf kan niets."
- "De lekkere soep met de sliertjes van mevrouw Mammaloe" (met "sliertjes" wordt vermicelli bedoeld).
- "Hou 's even vast, Mammaloe."
- "Dag vogels, dag bloemen, dag (lieve) kinderen..."
- "Hup, Nononono, vooruit met de voetjes."